# What You Didn’t Know When You Hired Me (альбом)
What You Didn’t Know When You Hired Me — дебютный альбом шведской группы Bondage Fairies, выпущенный 20 января 2006 года.

## Стиль, отзывы критиков
По мнению музыкального критика Стюарта Мэйсона, на стиль группы повлияло творчество групп Suicide, Daft Punk и Ween, у которых Bondage Fairies позаимствовали агрессивные электронные мелодии и танцевальные ритмы. Мэйсон также неодобрительно отозвался о текстах песен, представленных на альбоме, сочтя их «просто дурацкими».
Схожим образом оценил диск и Томас Пилгрим из Sonic Seducer, отметивший, что альбом совершенно не претендует на серьёзное восприятие, тексты откровенно глупы, а нарочитый примитивизм звучания не может быть назван самостоятельной стилистической находкой группы.

## Список композиций
1. Faze
2. He-Man
3. Miss Volkova
4. Levenus Supremus
5. Disco Fever
6. Äppeltysken
7. Indie Girl
8. Cancerfest
9. Gay Wedding
10. Pink-Eye Paranoia
11. What You Didn’t Know When You Hired Me
12. Fingus Cooked My Cock
13. Gay Wedding (instrumental)
14. Wanna Dance?

## Участники записи
- Elvis Creep — вокал, гитара, синтезатор
- Deus Deceptor — бас-гитара, синтезатор